# آندرس آماس
آندرس آماس (انگلیسی: Andres Ammas; ۲۵ فوریهٔ ۱۹۶۲ – ۴ آوریل ۲۰۱۸) سیاستمدار و نماینده مجلس اهل استونی بود.